# Didymodon lutescens
Didymodon lutescens là một loài rêu trong họ Pottiaceae. Loài này được (Lindb.) Kindb. mô tả khoa học đầu tiên năm 1897.